# Society of Motion Picture and Television Engineers
Society of Motion Picture and Television Engineers (SMPTE) je mezinárodní organizace založena v roce 1916, která se zabývá vývojem technických standardů pro multimediální průmysl. Vyvinula přes 800 standardů a ročně vytvoří průměrně 50 nových. Získala několik prestižních ocenění, včetně Oscara a několika cen Emmy.

## Historie SMPTE
Prvním velkým úspěchem organizace bylo zavedení standardu pro 35mm film, který se stal průmyslovým standardem po celém světě. S nástupem digitálních technologií v 90. letech SMPTE hrála klíčovou roli při přechodu z analogového na digitální vysílání. 

## SMPTE Standardy

### SMPTE Timecode
Standard používaný v profesionální produkci videa a zvuku k přesné synchronizaci a identifikaci jednotlivých snímků nebo zvukových stop v daném čase. Timecode označuje konkrétní snímky v přesném formátu (HH:MM:SS), což usnadňuje hledání a práci se specifickými momenty ve videu. Při natáčení s více kamerami umožňuje, aby všechny kamery a další zařízení pracovala ve shodném čase.
Existují dvě základní varianty:
1. Drop-frame timecode: Přeskočí některé snímky, aby se kompenzoval rozdíl mezi časem videa a skutečným časem, čímž se zabrání časovému posunu.[6]
2. Non-drop-frame timecode: Snímky se nevynechávají a čas se postupně odchyluje od skutečného času.[6]

### SMPTE ST 2110
Tento standard umožňuje přenos nekomprimovaných dat (video, audio, metadata) přes IP sítě, odděleně, v reálném čase, což zajišťuje kvalitu, která je zásadní v profesionálních video produkcích.
Zahrnuje řadu podstandardů:
- ST 2110-10 Řídí časování a synchronizaci dat (video, audio, metadata). Využívá při tom síťových protokolů jako jsou PTP (k přesné synchronizaci času mezi zařízeními na IP síti), RTP (k transportu dat) a SDP (zajišťuje, že přijímač rozumí formátu a časování přenášených dat).[7]

- ST 2110-20 Definuje formát pro nekomprimované video. Data jsou přenášena pomocí RTP na základě RFC 4175. Podporuje PQ a HLG HDR, což zajišťuje lepší kontrast a jas. Podporuje také snímkové frekvence od 23.98 fps po 120 fps a vyšší.[7]
- ST 2110-21 Tento standard definuje časování pro nekomprimované video, které musí odesílatelé a příjemci videa dodržovat, aby bylo dosaženo plynulého a stabilního přenosu v reálném čase. Zahrnuje také traffic shaping, který pomáhá regulovat tok dat a zabraňuje přetížení datových bufferů v přijímacích zařízeních.[7]
- ST 2110-30 Zaměřuje se na přenos lineárního audia. Je kompatibilní s PCM (formát pro nekomprimované audio) a podporuje 16 nebo 24 bitů. Je založený na AES67 (standard pro přenos zvuku), přičemž SMPTE ST 2110-30 přidává několik dodatečných požadavků.[7][8]
- ST 2110-31 Zaměřuje se na přenos ne-lineárního audia za pomocí formátu AES3. Je určený pro profesionální aplikace, kde je potřeba zachovat původní detaily a vlastnosti zvuku.[7]
- ST 2110-40 Definuje formát pro přenos SDI pomocných dat (zvukové stopy, časové kódy, titulky). Využívá při tom RTP.[7]

### SMPTE ST 428
Soubor standardů, které definují technické specifikace pro distribuci a projekci digitálního filmového obsahu. Používá JPEG 2000 kompresi, která redukuje velikosti souborů o přibližně 50 %, přičemž zajišťuje vysokou kvalitu a přesnou rekonstrukci původního obrazu.
Standardy pro obraz:
Definuje rozlišení (až 4K), barevnou hloubku (až 12 bit) a kolorimetrii tak, aby zajišťovala přesnou reprodukci barev v digitálním kině.